# 王窑乡 (秦安县)
王窑乡，是中国甘肃省天水市秦安县下辖的一个乡镇级行政单位。

## 行政区划
王窑乡共辖以下地区：
山场村、乔庙村、魏湾村、彭家村、硬湾村、杨何村、张洼村、王窑村、高庙村、石沟村、丁山村、吕山村、何沟村、堡子村、高洼村、刘窑村、下湾村、小湾河村、漆老村、闫山村、灌岭村、雨佰村、杜湾村。